# Nathan Rôdes
Nathan Rôdes, né le 11 décembre 1997 à Etterbeek (Bruxelles) en Belgique, est un footballeur belge qui joue au poste de milieu de terrain au FCV Dender EH.

## Biographie

### En club

#### Jeunesse et formation
Nathan Rôdes débute sa formation à la Royale Union Auderghem. Il part ensuite au White Star Woluwe alors qu'il n'a pas encore atteint ses onze ans.

#### Parcours chez les amateurs
En 2015, il est transféré au KV Woluwe-Zaventem. Après à peine une saison à Woluwe-Zaventem, il opte pour le KSC Grimbergen, qui, comme Woluwe-Zaventem, joue en Division 2 amateurs. À la fin de la saison, son équipe est reléguée. 

#### Charleroi SC et prêt
En janvier 2017, il est transféré au Charleroi SC, en Jupiler Pro League,. Il n'y joue qu'un seul match. Il remplace Younes Delfi (nl) à la 86e minute lors de la dernière journée des play-offs 2 contre la KAS Eupen. Lors de la saison 2019-2020, Charleroi le prête à l'Union Titus Pétange, club de BGL Ligue,. Il ne joue que six matchs de championnat.

#### RFC Liège
À son retour de prêt, il s'engage définitivement avec le RFC Liège pour une saison,. Le 31 mai 2021, il prolonge son contrat d'un an à Liège.

#### FCV Dender EH
En juin 2022, il rejoint le FCV Dender EH pour trois ans,. Il fait ses débuts avec le club le 12 août 2022, contre le Lommel SK (défaite, 1-4). Le 25 août 2024, il inscrit son premier but contre le Club Bruges KV mais son équipe s'incline néanmoins (défaite, 1-2),.